# Aghrum

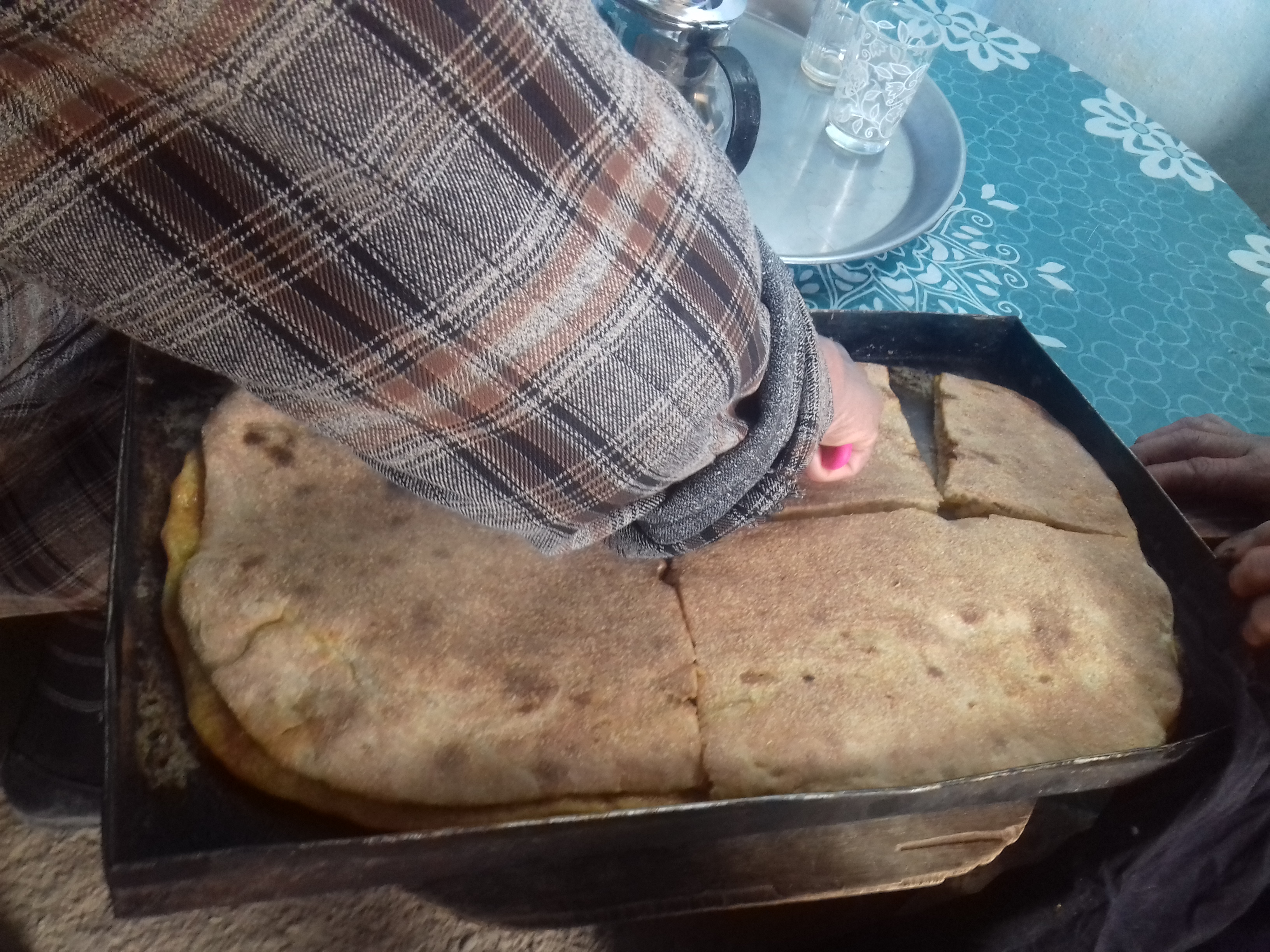
Aghrum n'tadunt.

El aghrum (en tamazight, aɣrum; en árabe, أغروم; en francés, aghroum) es un pan tradicional bereber. Sin embargo, el término per se significa «pan» en las lenguas bereberes de Cabilia, el Aurés, el Rif, el Atlas Medio, el Sus, Uargla, etc.

## Variedades
- Aghrum akouran, pan duro de (Cabilia, Argelia)
- Aghrum lahwal , pan de menta de (Cabilia, Argelia)
- Aghrum ou tajine de Argelia, más conocido por su nombre árabe kesra.
- Aghrum yardhène, pan sin levadura hecho de trigo duro (Cabilia, Argelia)
- Aghrum vousoufer, pan relleno de (Cabilia, Argelia)
- Aghrum arssass, pan horneado en un tajín de terracota (Aurés, Argelia)
- Aghrum n'tassami de Ouargla (Argelia)
- Aghrum n'taddart de Ouargla (Argelia)
- Aghrum boutgouri, pan relleno de carne picada (Sus, Marruecos)
- Aghrum n'tmazirt de Sus (Marruecos)
- Aghrum n'tachnift, tostadas (Rif, Marruecos)
- Aghrum n'imendi, pan con cebada (Rif, Marruecos)

## Preparación
Preparación del aghrum akouran:

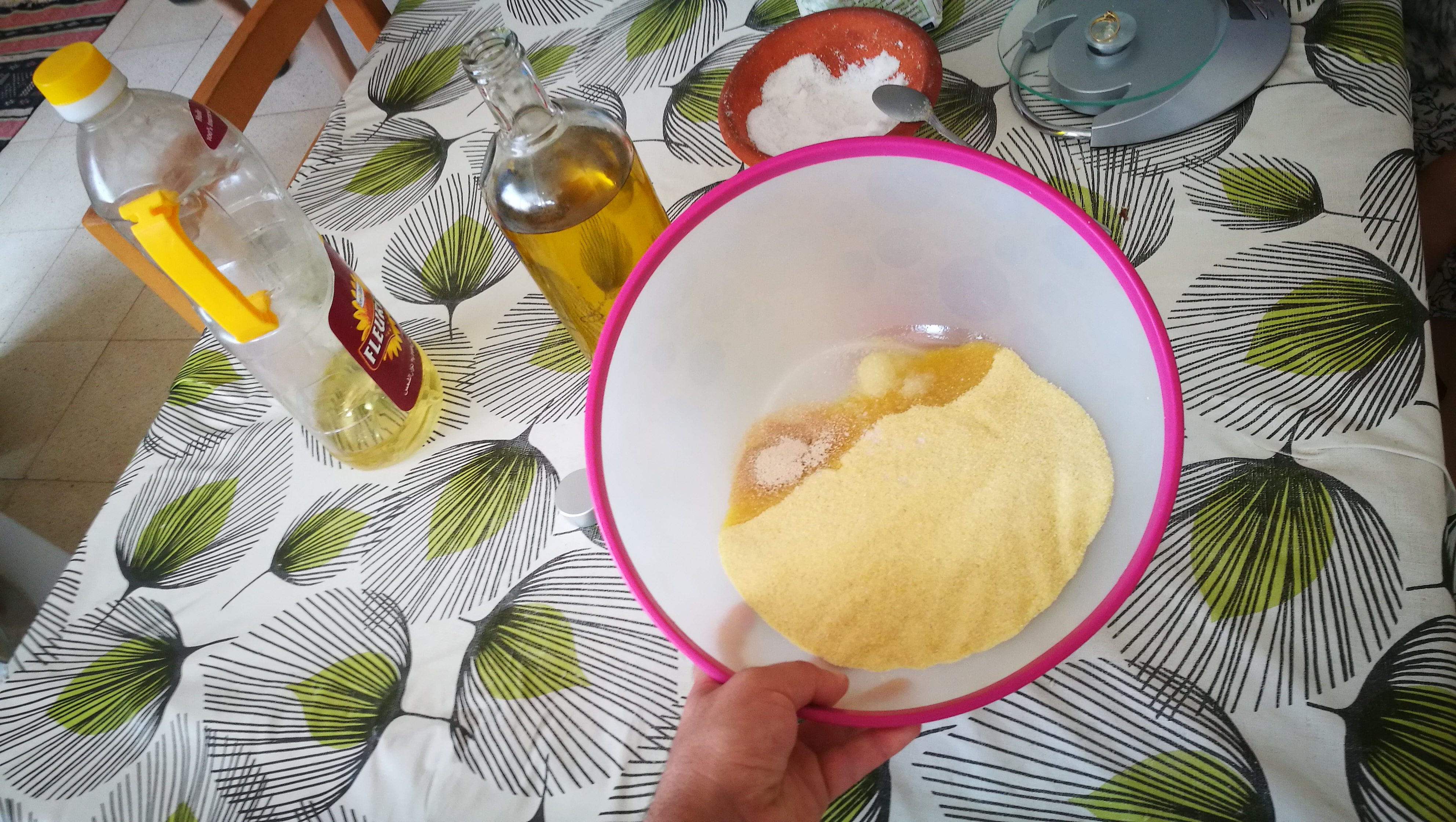
1
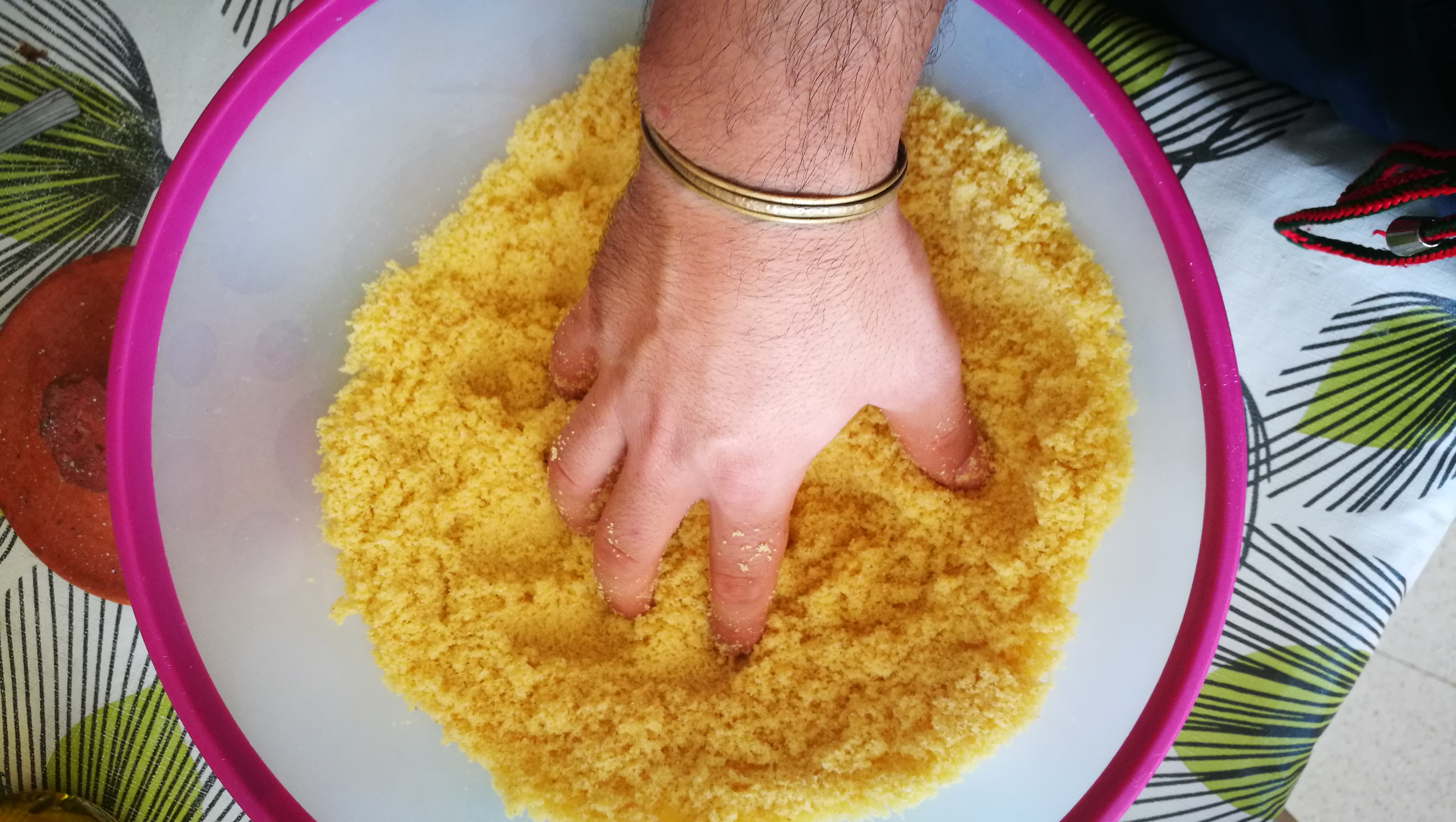
2
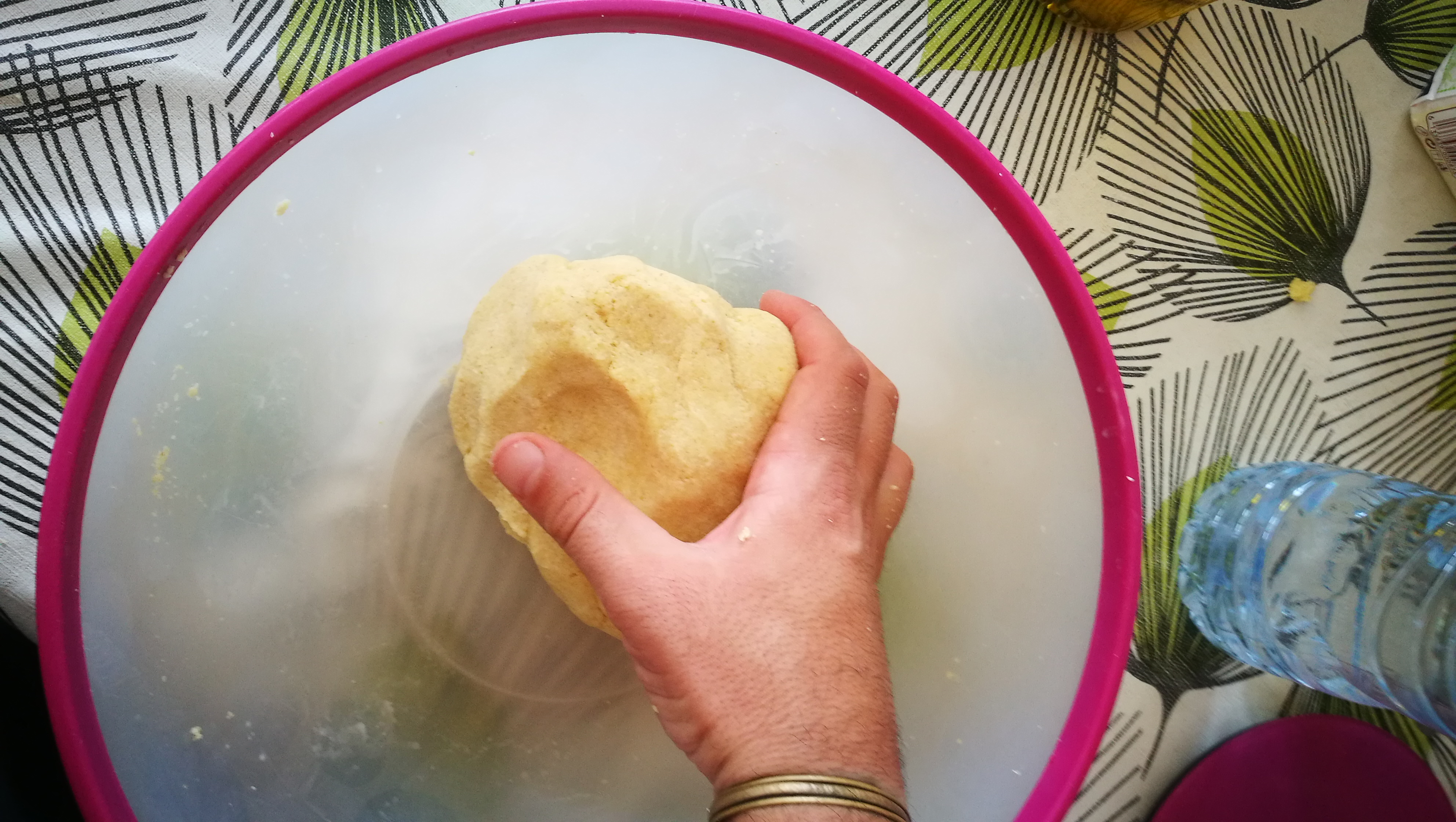
3
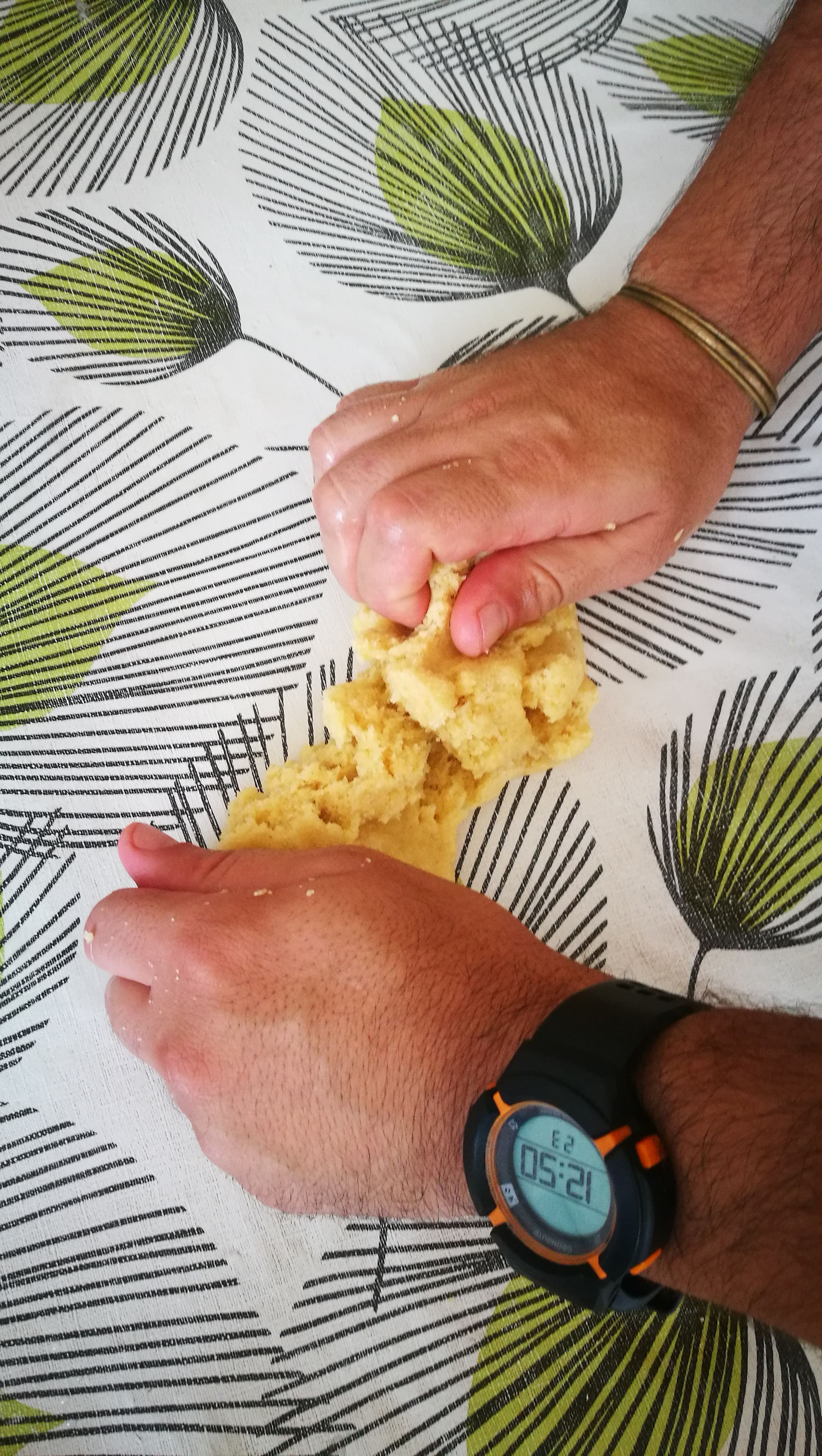
4
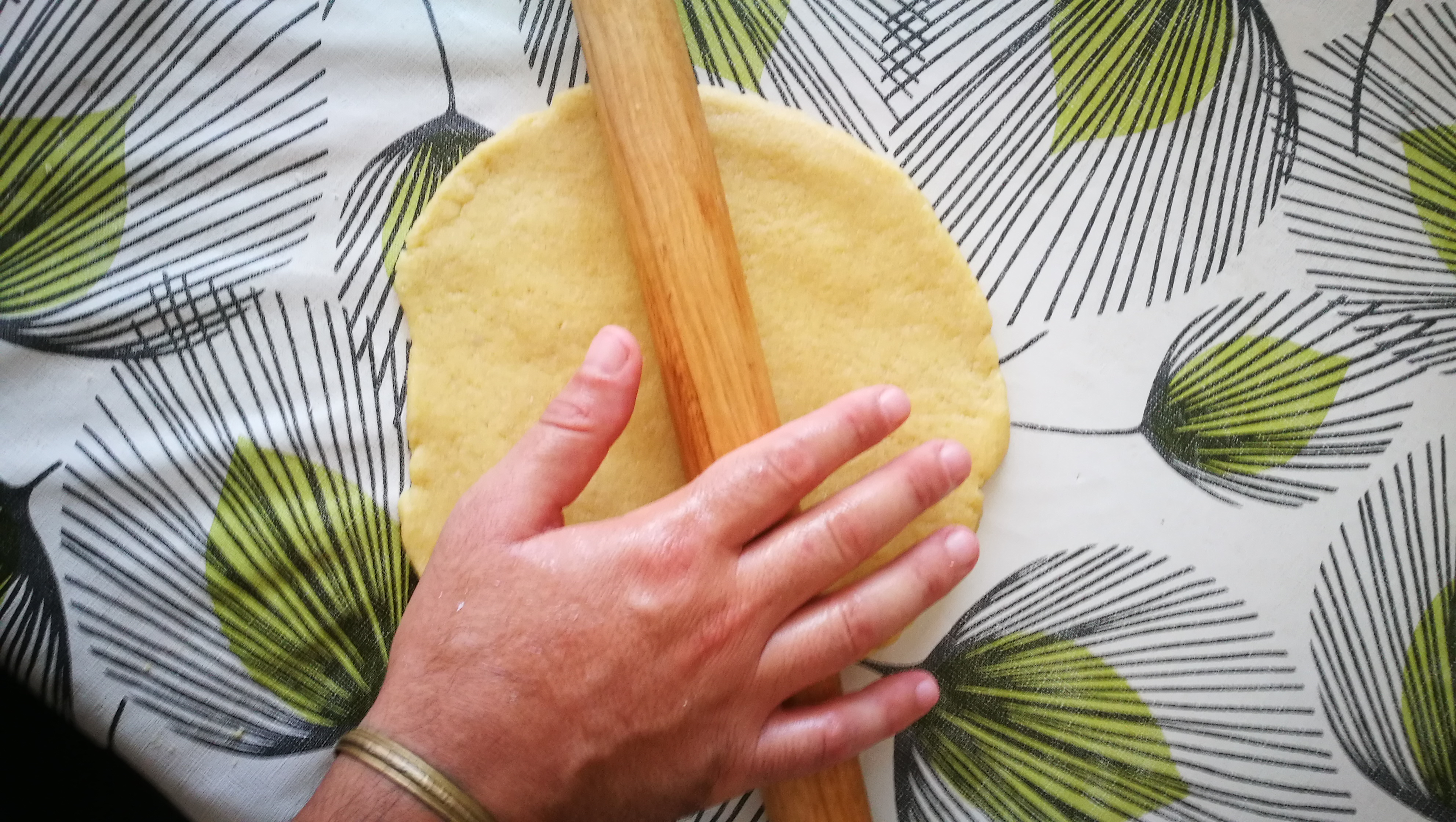
5
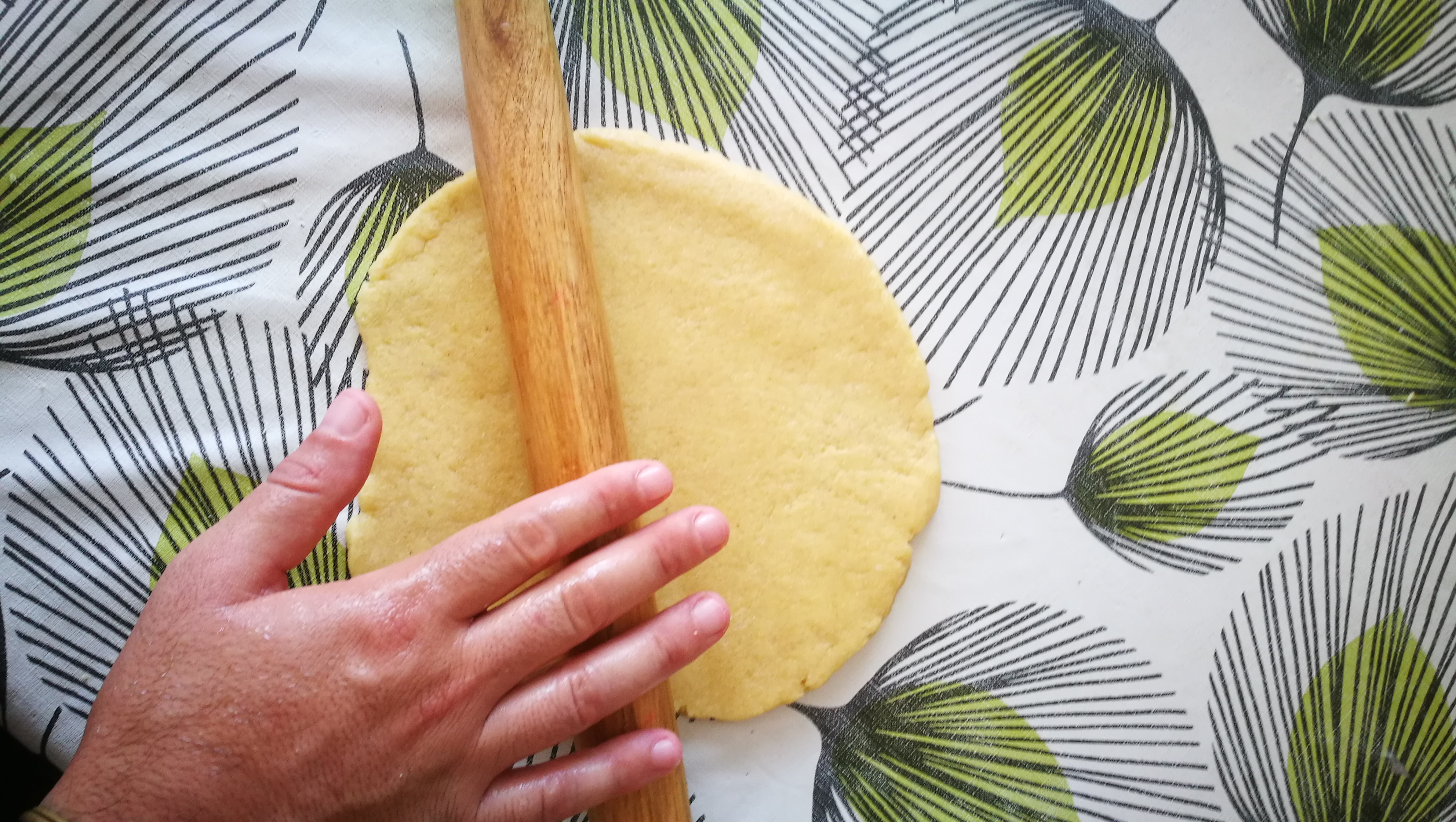
6
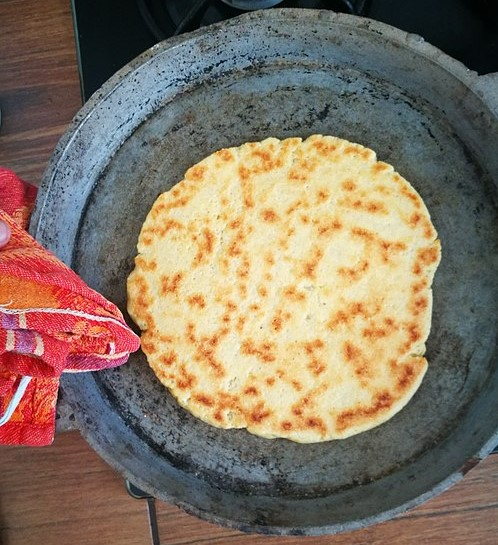
7
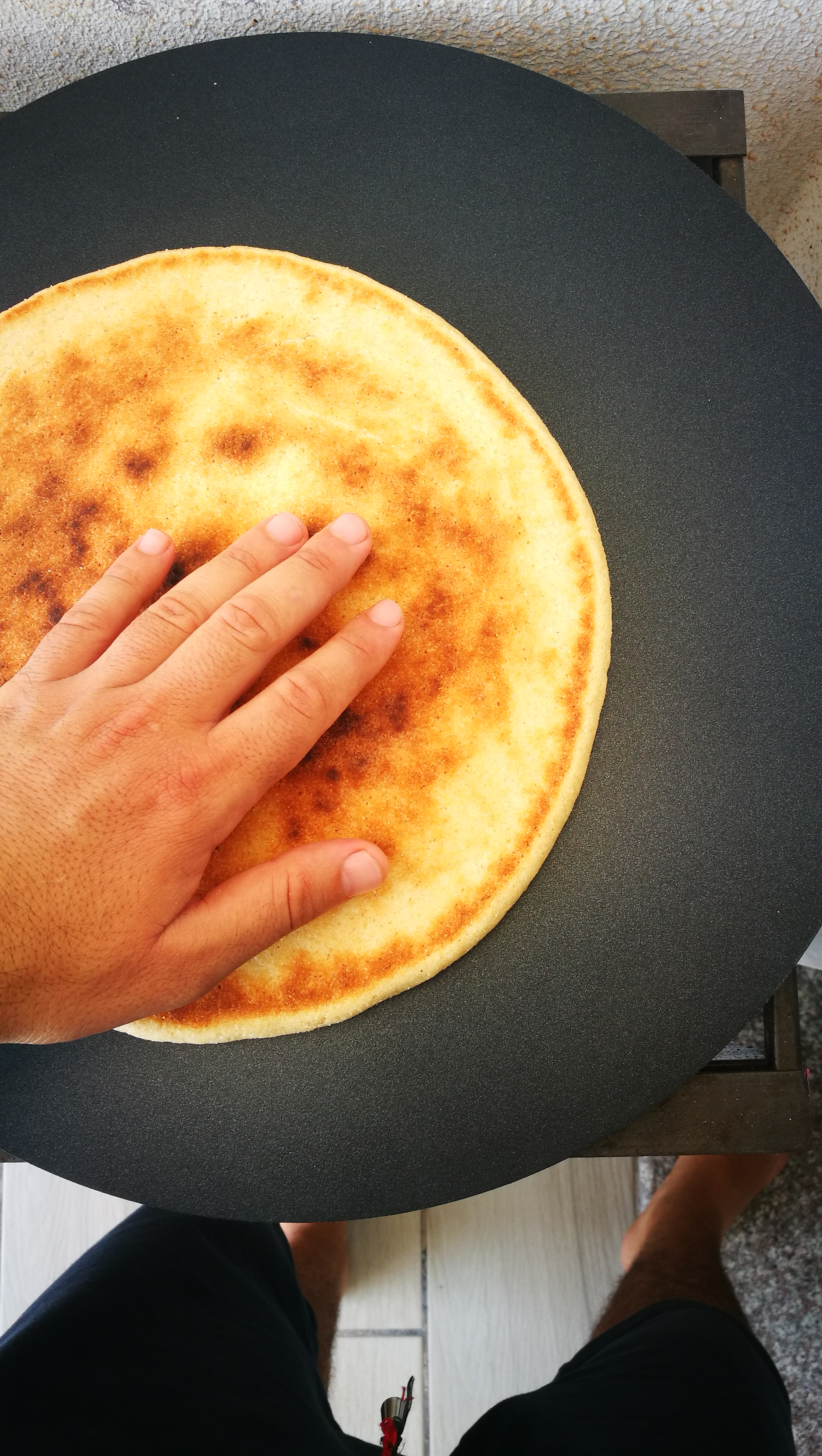
8
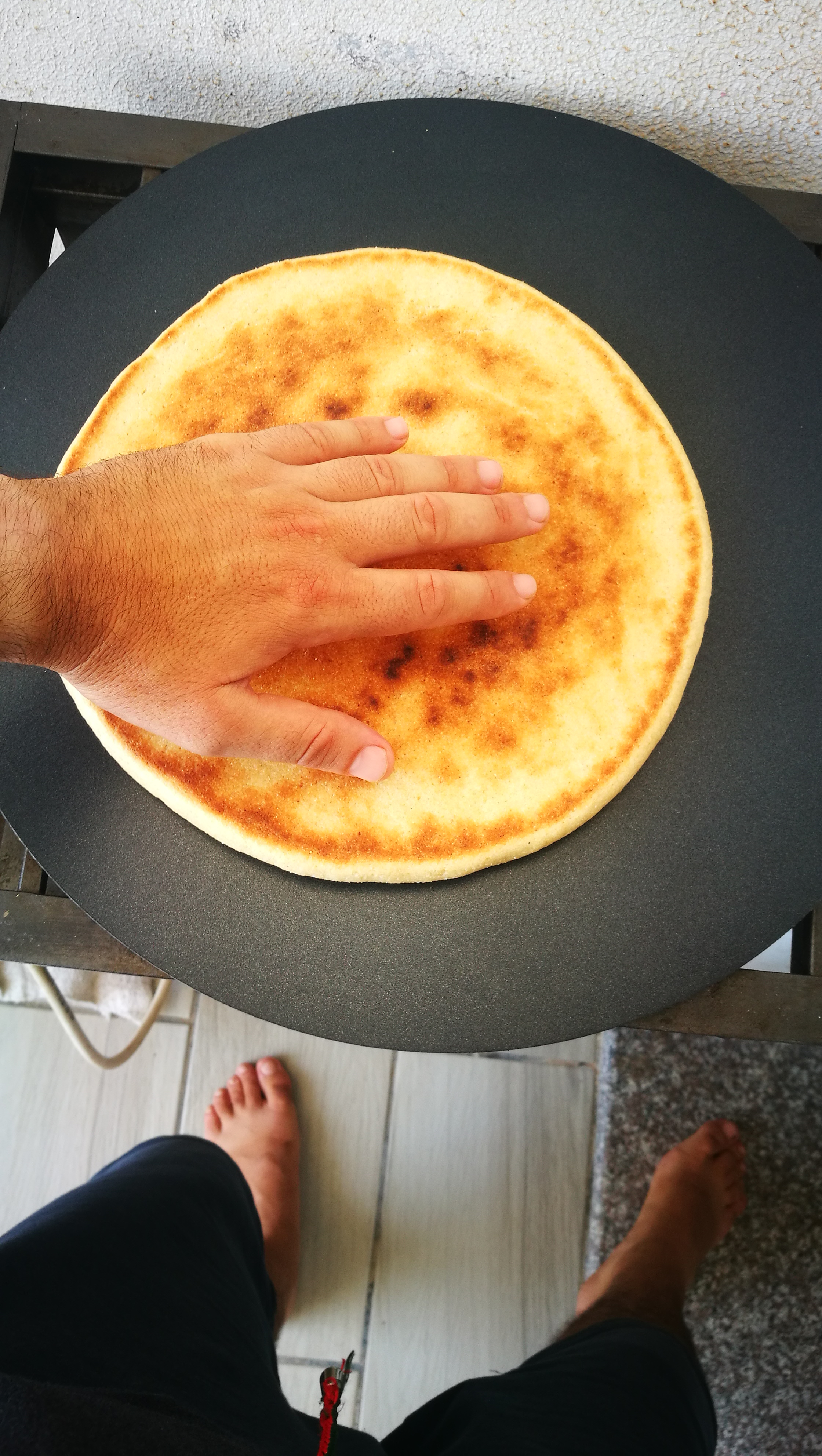
9